# La Montagne (Haute-Saône)
La Montagne település Franciaországban, Haute-Saône megyében. Lakosainak száma 38 fő (2022. január 1.). La Montagne Rupt-sur-Moselle, La Longine, La Rosière és Girmont-Val-d’Ajol községekkel határos.

## Népesség
A település népességének változása:
| Lakosok száma | 40   | 39   | 38   | 37   | 36   | 37   | 38   | 39   | 38   |
|               | 2013 | 2015 | 2016 | 2017 | 2018 | 2019 | 2020 | 2021 | 2022 |